# Macrostylis vitjazi
Macrostylis vitjazi är en kräftdjursart som beskrevs av Yakov Avadievich Birstein1963. Macrostylis vitjazi ingår i släktet Macrostylis och familjen Macrostylidae. Inga underarter finns listade i Catalogue of Life.